# 慶南科学技術大学校
慶南科学技術大学校（キョンナムかがくぎじゅつだいがっこう、朝鮮語: 경남과학기술대학교、英語: Gyeongnam National University of Science and Technology）は、かつて大韓民国の慶尚南道晋州市に存在した国立大学。

## 歴史
1946年8月に、6年制の晋州公立中学校から分離した晋州農林高等学校が始まり。
1972年12月に国立大学となり、1973年12月、晋州農林専門学校に昇格する。さらに1979年、晋州農林専門大学に昇格した。1993年、晋州産業大学校に改称、4年制大学に改編する。2011年に慶南科学技術大学校に改称。
2021年、慶尚大学校と統合され、閉校した。跡地は慶尚国立大学校の七岩キャンパスとなっている。

## 組織

### 学部
- 生命資源科学大学
  - 農学・韓薬資源学部
  - 動物生命科学科
  - 山林資源学科
  - 園芸学科
  - 食品科学科
  - 動物素材工学科
- 理工大学
  - コンピュータ工学科
  - 建築学科
  - 建築工学科
  - 土木工学科
  - 造景学科
  - 機械工学科
  - 電子工学科
  - 環境工学科
  - インテリア材料工学科
  - テキスタイルデザイン学科
  - メカトロニクス工学科
  - 製薬工学科
  - 自動車工学科
- 人文社会科学大学
  - 児童家政福祉学科
  - 産業経済学科
  - 会計情報学科
  - 英語情報学科
  - ベンチャー経営学科
  - 電子商取引・貿易学科

### 大学院
- 産業大学院
  - 動物生命科学科
  - 動物素材工学科
  - 植物資源学科
  - 園芸学科
  - 山林資源学科
  - 食品加工学科
  - 機械工学科
  - 電気・電子工学科
  - 土木工学科
  - 造景学科
  - コンピュータ工学科
  - 環境工学科
  - インテリア材料工学科
  - メカトロニクス工学科
  - 微生物工学科
  - 建築工学科
  - 自動車工学科

- ベンチャー創業大学院
  - 経営学科
  - 会計情報学科
  - 社会福祉学科
  - 英語情報学科
  - 電子商取引学科
  - 産業経済学科
  - 創業学科

## 学術交流協定
主な大学のみ記載。
日本
- 高知工科大学
- 高知大学
- 高知短期大学

中華人民共和国
- 河北農業大学

アメリカ合衆国
- セントラルワシントン大学
- バブソン大学アジア研究所
- ハワイ大学マノア校

オーストラリア
- セントラルクイーンズランド大学